# Pablo Isla
Pablo Isla Álvarez de Tejera (Madrid, 22 de enero de 1964) es un abogado del Estado y empresario español. Fue el presidente ejecutivo del grupo textil Inditex hasta el 1 de abril de 2022, fecha en la que cedió el cargo de primer ejecutivo del grupo a Marta Ortega, hija del fundador de la compañía, Amancio Ortega. Con anterioridad, Isla presidió el consejo de administración de Altadis, del que fue copresidente desde julio de 2000.

## Primeros años
Es el tercero de los cuatro hijos de José María Isla (Monzón, Huesca, 1936) y Carmen Álvarez de Tejera (Ceuta, 1940). Su padre fue un directivo de diversas empresas como Lactaria Española, Luis Mejía, Renfe y Grupo de Empresas Álvarez. Estudió en el Colegio Nuestra Señora del Recuerdo de Madrid, de los jesuitas. Está casado con María de la Vega.
Se licenció en Derecho por la Universidad Complutense de Madrid en 1988, con brillantes notas y aprobó la oposición de abogado del Estado, con el número uno de su promoción.

## Trayectoria
Tras ejercer un breve tiempo como abogado del Estado, pasó en 1992 a trabajar al sector privado, como director de Servicios Legales del Banco Popular Español. En 1996, fue nombrado director general del Patrimonio del Estado. En 1998, volvió al Banco Popular Español como secretario general. Entre 2000 y 2005, fue presidente del grupo Altadis.
En 2005, fue designado CEO y vicepresidente de Inditex y posteriormente en 2011 fue nombrado presidente del grupo.
Bajo su dirección, Inditex multiplicó su valor hasta convertirse en la primera empresa de España por capitalización bursátil, con una valoración de más de 100.000 millones de euros. Cambió la dimensión de la compañía, desde 2692 tiendas en 2005 a 7013 tiendas a finales de 2015 y la consolidación definitiva del canal internet.
Con la gobernanza de Isla, Inditex se comprometió a eliminar la liberación de todos los químicos peligrosos de la producción y los productos para 2020. Isla también se comprometió a adoptar un modelo de tienda ecoeficiente que pueda reducir las emisiones en un 30 % y el consumo de agua en un 50 % para 2020.
Tras dejar el puesto de presidente de Inditex a la hija del fundador, Marta Ortega. Pablo Isla diversificó sus negocios volviéndose consejero de la multinacional suiza Nestlé y fundando su propia productora audiovisual, Fonte films junto con su hijo.
El 18 de junio de 2025 se anunció que Isla será elegido en la Junta General de Accionistas del grupo Nestlé, a celebrarse el 16 de abril de 2026, como presidente de la compañía helvética, mayor empresa alimentaria del mundo. Sustituirá al ejecutivo Paul Vulcke, que decidió no presentarse a la reelección.

## Reconocimientos
Su gestión en Inditex, le ha llevado a recibir variados reconocimientos a su labor:
- En 2012 y 2013, Isla apareció en la lista de Barron de los mejores CEO del mundo.[18][19]
- En 2014, apareció como número 14 según la lista de la revista Harvard Business Review de los CEO con mejor desempeño del mundo.[20] y en 2015, en el número tres de la lista.[21] En octubre de 2017, Isla es reconocido como el mejor presidente ejecutivo del mundo, según el ranking elaborado por la publicación 'Harvard Business Review'.[22]

- En 2016, la lista 'Fortune' lo consideró el 26º de los mejores empresarios del mundo.[cita requerida]
- En febrero de 2020 fue considerado como uno de los mejores empresarios de España según el último estudio realizado por la consultora Advice Strategic Consultants.[23] Este mismo mes, Isla también recibió el premio al mejor CEO de la década por la revista Forbes España.[24]